# The Grenadines (album)
The Grenadines er debutalbummet fra det danske orkester, The Grenadines. Det udkom på det uafhængige pladeselskab Target Records d. 2. februar 2015. 

## Spor
1. "Fools" - (05:00)
2. "For Evelyn" - (02:59)
3. "Woods" - (03:35)
4. "Patience" - (03:55)
5. "Civilization" - (02:22)
6. "Took a Chance on Love" - (05:11)
7. "Seasons" - (02:11)
8. "Lost" - (03:43)
9. "Never on Your Own" - (04:07)
10. "Setting Sun" - (04:27)
11. "Billy Boy" - (03:48)
12. "When I'm Old" - (05:22)